# Хайрутдинов, Зуфар Гильмутдинович
Хайрутдинов Зуфар Гильмутдинович (тат. Həyretdinov Zöfər Ğılmetdin uğlı, Хәйретдинов Зөфәр Гыйльметдин улы; 5 августа 1959, Отар-Дубровка) — российский певец, композитор, автор свыше 500 популярных татарских песен. Народный артист Республики Татарстан. Экс - директор филиала Российского авторского общества в Татарстане.

## Биография
Закончил Казанский инженерно-строительный институт, затем — вокальный факультет  Казанской консерватории (класс А. Загидуллиной). Организовал ансамбль «Ярымай», а также работал в театре оперы и балета им. М. Джалиля. Являлся директором Татарстанского филиала Российского авторского общества (РАО).
Зуфар Хайрутдинов (или как часто пишут на татарский манер через «е» Хайретдинов) известен также как продюсер. Был одним из руководителей шестой «Фабрики звезд» в Казани, в его обязанности входили поиск, продвижение и обучение молодых талантов.
Хиты Зуфара Хайрутдинова исполняют многие татарские артисты, в том числе Салават Фатхетдинов, Айдар Галимов, Хания Фархи, Гульнара Тимерзянова и многие другие.
Женат, двое детей, четверо внуков.

## Премии
- дипломант Всесоюзного конкурса им. М. И. Глинки